# Frank Augustus Taylor
Frank Augustus Taylor auch in der Schreibvariante Frank A. Taylor (* 25. März 1903 in Washington, D.C.; † 14. Juni 2007 ebenda) war ein US-amerikanischer Museumsdirektor.

## Leben

### Familie und Ausbildung
Der katholisch getaufte, gebürtige Washingtoner Frank Augustus Taylor, Sohn des Drugstorebesitzers Augustus Taylor sowie dessen Frau Josephine geborene Kübel, trat nach dem High-School-Abschluss 1922 als Laborlehrling bei der Division of Mechanical Technology, eine Abteilung des United States National Museums, ein. Daneben belegte er ein Ingenieurstudium am Massachusetts Institute of Technology, 1928 erwarb er einen Bachelor of Science in Maschinenbau, sowie ein Studium der Rechtswissenschaften an der Georgetown University, welches er 1934 mit der Graduierung zum Bachelor of Law beendete.
Frank Augustus Taylor heiratete am 28. August 1937 Virginia McCaig (1910–1969). Dieser Verbindung entstammte die Tochter Joan Josephine. Taylor verstarb Mitte Juni 2007 im hohen Alter von 104 Jahren in seiner Geburtsstadt Washington D.C. Seine letzte Ruhestätte fand er neben seiner Frau auf dem Arlington National Cemetery.

### Berufliche Laufbahn
Der seit 1922 für die Smithsonian Institution tätige Frank Augustus Taylor wurde 1932 zum Kurator der Division of Engineering bestellt, 1948 wechselte er auf die Stelle des Chefkurators des Department of Arts and Industries. 1955 übernahm er die Position des Assistenzdirektors des United States National Museums. 1958 erfolgte Taylors Ernennung zum ersten Direktor des  Museum of History and Technology, heute National Museum of American History, das 1964 eröffnet wurde. 1962 wurde Taylor das Amt des Direktors des  United States National Museums übertragen, das er bis 1967 innehatte. Im Folgejahr wurde er als  Director General of Museums eingesetzt, 1971 wurde er in den Ruhestand verabschiedet. Darüber hinaus führte er in den  1950er und 1960er Jahren den Vorsitz des Exhibits Modernization Program.
Zusätzlich fungierte Frank Augustus Taylor als Trustee der Electrical Historical Foundation und in den Jahren 1936 bis 1937 als Associate Director des American Merchant Marine survey War Production Board. Während des Zweiten Weltkrieges diente er in der US Army im Range eines Captain auf den Philippinen. Nach seinem Ausscheiden wurde er zum Major befördert.
Der 1963 mit dem National Civil Service League Award ausgezeichnete Taylor trat im Besonderen mit Publikationen betreffend sein Fachgebiet hervor.

### Mitgliedschaften
Er hielt Mitgliedschaften in der Bar Association of the District of Columbia, der Sigma Tau und im International Council of Museums, 1962 stand er dem International Committee for Museums and Collections of Science and Technology (CIMUSET) vor, inne.

## Schriften
- Catalog of the mechanical collections of the Division of Engineering, United States National Museum, in: Bulletin (United States National Museum), 173., U.S. Government Printing Office, Washington, 1939
- The historic american merchant marine survey, in: Smithsonian Institute. Annual report, 1939, Smithsonian Institute, Washington, 1939
- Colour technology for artists, craftsmen, and industrial designers, Oxford University Press, New York, 1962